# Benjamin Fogel
Pour les articles homonymes, voir Fogel.
Œuvres principales
- La Transparence selon Irina
- Le Silence selon Manon

Benjamin Fogel, né en 1981 à Paris (France), est un écrivain et éditeur français.

## Biographie
Benjamin Fogel est né en 1981 à Paris (France).   
Il est le cofondateur et directeur des éditions Playlist Society, maison d'édition qui publie depuis 2015 des essais sur la pop culture, avec des livres sur des cinéastes (Christopher Nolan, David Cronenberg, Christophe Honoré, Valérie Donzelli...), sur des séries (Mad Men, The Leftovers...) ou des musiciens (Lizzy Mercier Descloux, Kanye West...)
En 2015, il publie aux éditions Le Mot et le Reste, Le Renoncement de Howard Devoto, son premier roman, une biographie fictionnelle du musicien Howard Devoto, fondateur des groupes Buzzcocks et Magazine. L'année suivante, il creuse le sujet musical, avec un essai sur le groupe de rock expérimental américain Swans, intitulé Swans et le dépassement de soi, publié aux éditions Playlist Society.
En 2019 sort sa première oeuvre de fiction complète aux éditions Payot et Rivages, dans la collection Rivages/Noir : La Transparence selon Irina, un roman futuriste qui se déroule en 2058, dans un monde où la transparence des données en ligne est devenue la norme. Il récidive deux ans plus tard, en 2021, avec Le Silence selon Manon, toujours aux éditions Rivages, qui se veut le second tome d'une trilogie consacrée à la transparence comme système politique, où se marient roman noir et fiction d’anticipation. L'Absence selon Camille, dernier tome de la trilogie, publié en 2024, pousse dans leurs limites les thématiques précédemment abordées, à travers la révélation d'un scandale d'État et l'ascension de l'extrême droite. 
En 2021, il fait partie des scénaristes de la nouvelle version du magazine Métal hurlant.
Son œuvre est influencée par les romans d’Alain Damasio et de J. G. Ballard. Elle traite des questions d'identité, de quête de sens, des sociétés de contrôle, des réseaux sociaux, d'anonymat et de la misogynie.

## Œuvres

### Romans
- Le Renoncement de Howard Devoto, Le Mot et le Reste, 2015.
- La Transparence selon Irina, Rivages, 2019.
- Le Silence selon Manon, Rivages, 2021.
- L'Absence selon Camille, Rivages, 2024.

### Essais
- Swans et le dépassement de soi, Playlist Society, 2016.

### BD
- Les Différents Visages du Dr Delhinger, dans Métal hurlant n°1, Les Humanoïdes associés, 2021 ; dessins Franck Biancarelli.
- Les Déclassés de l'espace, dans Métal hurlant n°9, Les Humanoïdes associés, 2023 ; dessins Damien Cuvillier.